# Jordanita vartianae
Jordanita vartianae is een vlinder uit de familie bloeddrupjes (Zygaenidae). De wetenschappelijke naam is voor het eerst geldig gepubliceerd in 1961 door Hans Malicky.
De soort is endemisch in Zuid- en Midden-Spanje.